# Synasellus favaiensis
Synasellus favaiensis là một loài chân đều trong họ Asellidae. Loài này được Eiras miêu tả khoa học năm 1974.